# Maria Dulska
Maria Dulska (ur. 13 stycznia 1934 w Szebniach, zm. 23 października 2021) – polska rolnik i polityk, posłanka na Sejm PRL VIII kadencji.

## Życiorys
Uzyskała wykształcenie średnie zawodowe. Prowadziła własne gospodarstwo rolne. Była członkinią Naczelnego Komitetu Zjednoczonego Stronnictwa Ludowego i prezydium Wojewódzkiego Komitetu ZSL. Pełniła także mandat radnej. W latach 1980–1985 sprawowała mandat posłanki na Sejm PRL VIII kadencji w okręgu Krosno. Zasiadała w Komisji Planu Gospodarczego, Budżetu i Finansów, Komisji Pracy i Spraw Socjalnych oraz w Komisji Polityki Społecznej, Zdrowia i Kultury Fizycznej.
Została pochowana na cmentarzu komunalnym w Szebniach.

## Odznaczenia
- Złoty Krzyż Zasługi
- Srebrny Krzyż Zasługi
- Odznaka 1000-lecia Państwa Polskiego
- Odznaka „Za zasługi dla Województwa Krośnieńskiego”